# Духмянець критський
Духмянець критський, гедипноїс крітський (Hedypnois rhagadioloides (L.) F.W.Schmidt) — вид квіткових рослин родини айстрові (Asteraceae).

## Опис
Однорічна рослина. Стебла 5-40 см, як правило розгалужені. Нижні листки зубчасті або перисті. Період цвітіння триває з березня по травень. Квіти та фрукти з березня по червень.

## Поширення
Батьківщина: Північна Африка: Алжир; Єгипет; Лівія; Марокко; Туніс. Західна Азія: Кіпр; Ізраїль; Йорданія; Ліван; Сирія; Туреччина. Кавказ: Азербайджан, Вірменія, Грузія, Росія. Європа: Албанія, Боснія і Герцеговина; Болгарія, Словенія, Чорногорія, Хорватія, Греція; Італія; Франція, Монако, Португалія; Гібралтар; Іспанія, Мальта, Україна (Крим). Населяє луки, поля і пасовища. Росте на висотах від 0 до 1050 м.